# Queijo para pizza

Queijo derretido em uma fatia de pizza

O queijo para pizza engloba diversas variedades e tipos de queijos e produtos lácteos concebidos e fabricados para serem utilizados especificamente em pizzas. Estes incluem queijo processado e modificado, tais como queijos processados tipo mozzarella e variantes de mozzarella. O termo pode também referir-se a qualquer tipo de queijo adequado para utilização em pizza. Os queijos mais populares utilizados na preparação de pizza são a mozzarella (cerca de 30%), o provolone, o cheddar e o parmesão. O emmental, o pecorino romano e o ricotta são frequentemente utilizados como coberturas, e os queijos processados para pizza fabricados especificamente para pizza são produzidos em massa. Alguns queijos para pizza produzidos em massa são congelados após o fabrico e enviados congelados.

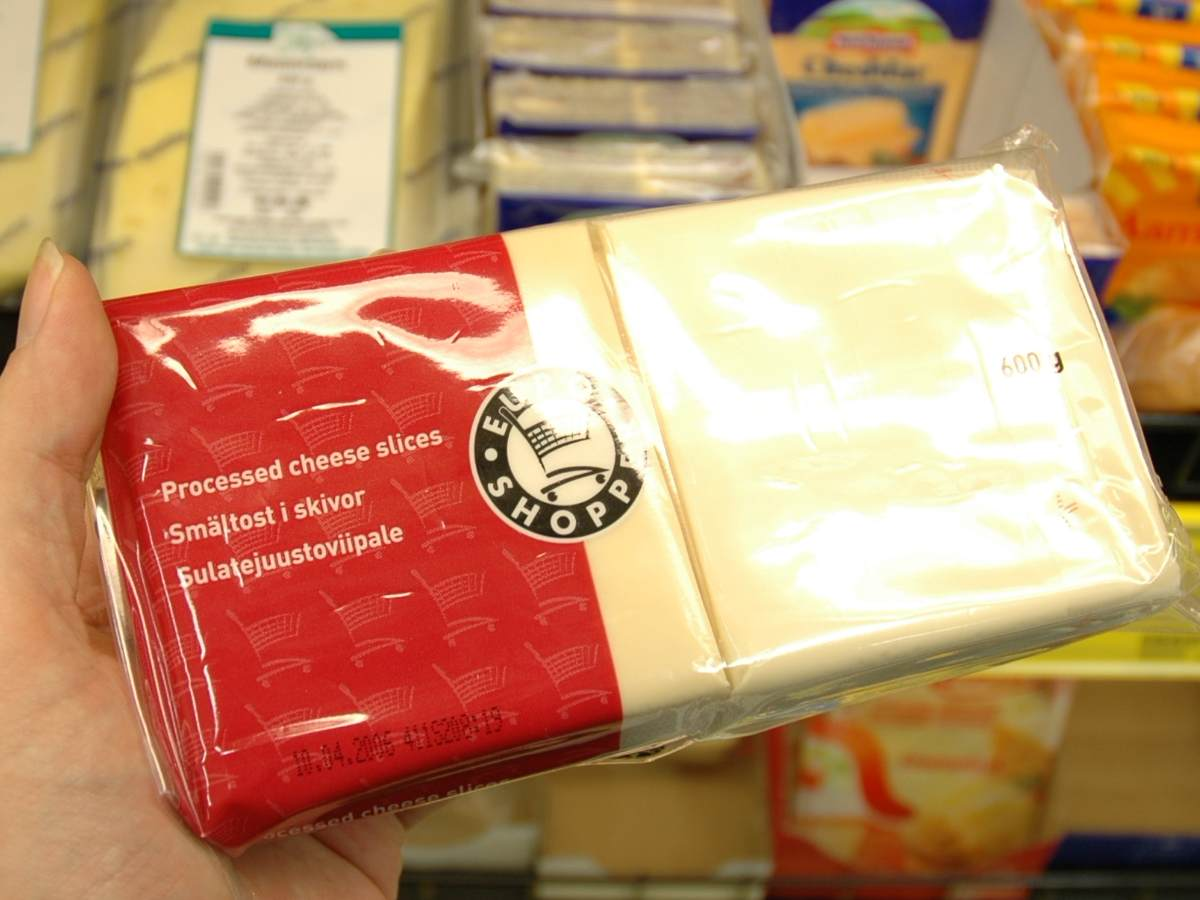
Queijo processado

O queijo processado para pizza é fabricado para produzir qualidades ótimas em termos de douradura, derretimento, elasticidade e teor de gordura e humidade. Vários estudos e experiências analisaram o impacto do óleo vegetal, processos de fabricação e cultura, proteínas de soro de leite desnaturadas e outras alterações para criar queijos para pizza ideais e econômicos. Em 1997, estimava-se que a produção anual de produtos de queijo para pizza era de 2 bilhões de libras nos Estados Unidos e 200 milhões de libras na Europa, e em 2000 a procura do produto na Europa aumentava 8% ao ano. A tendência de aumento constante da produção e do consumo de mozzarella e queijo para pizza continuou na primeira década do século XXI nos Estados Unidos.

## Variedades e tipos

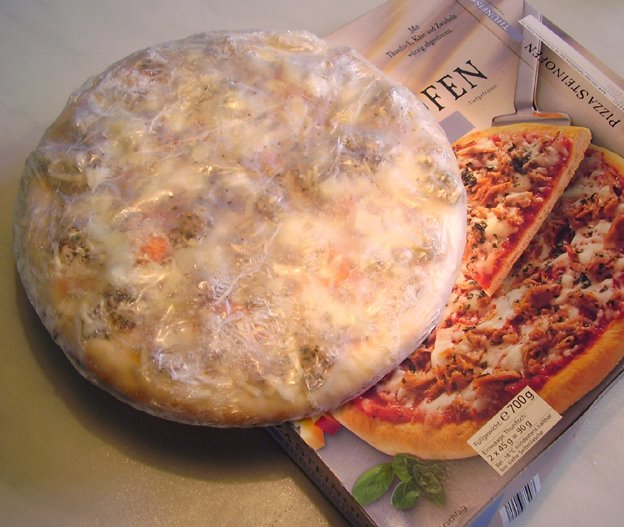
Pizza congelada embrulhada

O International Dictionary of Food and Cooking (Dicionário Internacional de Alimentos e Culinária) define o queijo para pizza como "um queijo macio, semelhante à mozzarella, feito de leite de vaca..." que é "...usado especialmente para pizzas e contém um pouco menos de água do que a verdadeira mozzarella..." A maioria consiste em ao menos 95% mozzarella, com diferentes densidades de umidade e gordura. O queijo para pizzas congeladas pode ser cominuído, no qual o queijo é processado em grânulos ou fragmentos minúsculos. A mussarela de baixa umidade pode ser formulada especificamente para pizza. O queijo pode ser processado em blocos, a partir dos quais o produto pode ser ralado, transformado em grânulos ou fatiado para uso em pizza ou outros alimentos. Frequentemente, o queijo para pizza consiste em uma mistura de dois ou mais queijos, como a mussarela de baixa umidade ou o provolone. A mussarela de baixa umidade foi fabricada pela primeira vez em fábricas de laticínios no meio-oeste dos Estados Unidos e foi originalmente chamada de "queijo para pizza". Em comparação com a mussarela padrão, a mussarela de baixa umidade tem uma textura mais firme, é mais fácil de ralar, tem melhores características de douramento e derretimento e é menos perecível.
Em todo o mundo, a mozzarella é o queijo para pizza mais popular. No entanto, estima-se que, nos Estados Unidos, apenas 30% de todo o queijo para pizza usado é a mozzarella de fato. O provolone é o segundo mais popular. O cheddar pode ser misturado à mozzarella para preservar a textura. O parmesão ralado pode ser adicionado à parte superior da pizza e, normalmente, não derrete bem quando cozido. É produzida uma grande variedade de queijos processados para pizza, incluindo queijo análogo. Outros queijos para pizza incluem o emmental e o pecorino romano; a  pizza no estilo de Detroit é conhecida pelo uso do queijo de Wisconsin. A ricota é usada em calzones ou como cobertura.
Vários queijos podem ser misturados em sua formulação, e cada um tem características individuais de escurecimento e formação de bolhas. Por exemplo, uma combinação de mozzarella e cheddar pode formar menos bolhas quando cozida em comparação com outras combinações, porque o cheddar tem menos elasticidade, enquanto a mozzarela e o provolone podem escurecer menos em comparação com outras combinações.

### Queijos processados para pizza

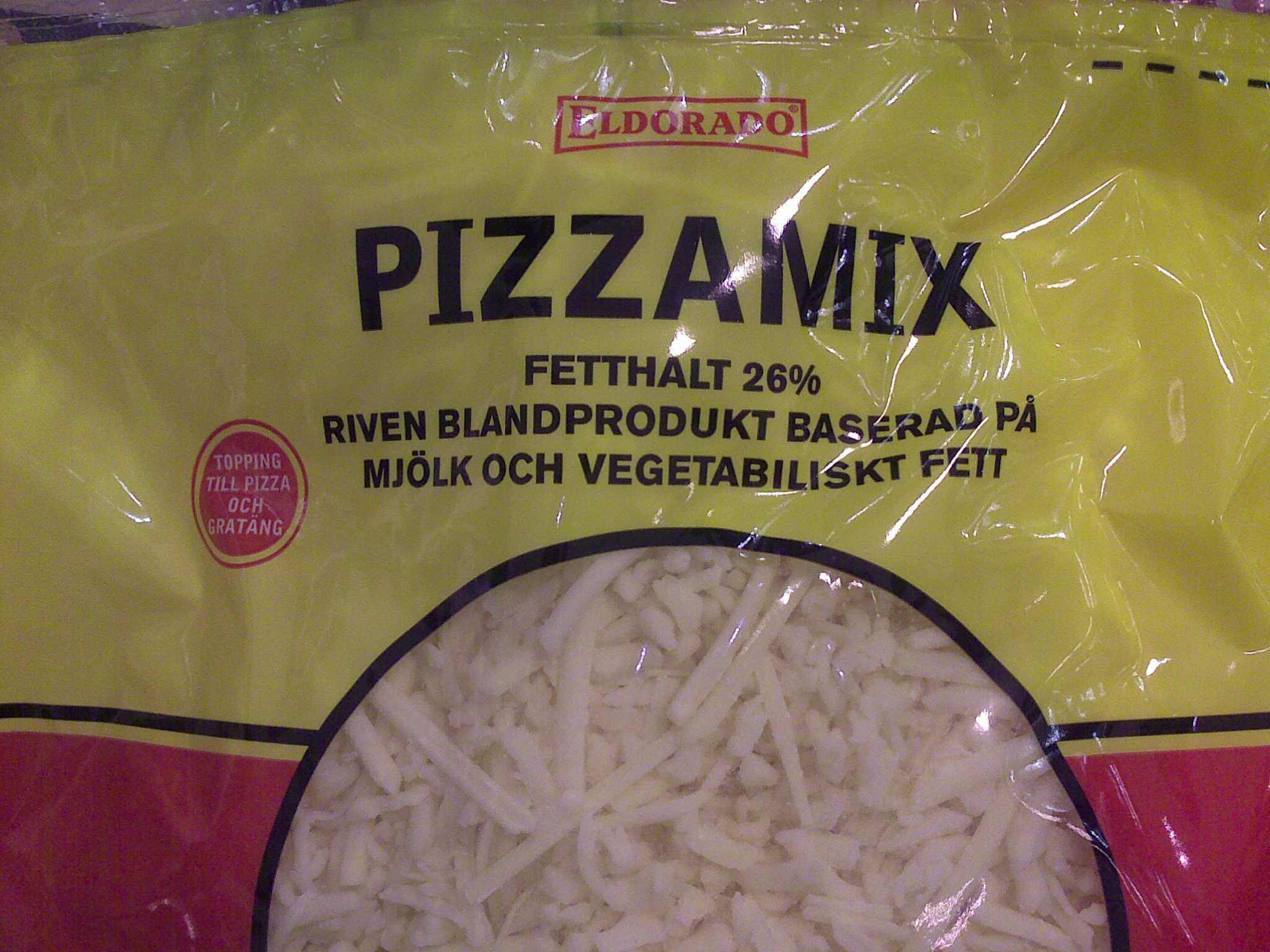
Mistura sueca de queijo processado para pizza preparada com leite e gordura vegetal, com um teor total de gordura de 26%

Produtos pasteurizados e processados semelhantes a queijo para pizza, mais rápidos e mais baratos de produzir do que o queijo real e projetados para derreter bem e permanecerem macios, são usados em muitas pizzas produzidas em massa na América do Norte e no Reino Unido. Esses produtos são chamados de queijo para pizza análogo; no Reino Unido, usa-se o termo "análogo de queijo", deixando claro que não é realmente queijo. No livro Technology of Cheesemaking, os editores Law e Tamimethat afirmam que o queijo análogo [en] para pizza parece ser o principal tipo de queijo análogo produzido globalmente. A cada ano, nos Estados Unidos, são vendidas 700 milhões de pizzas congeladas, três quartos das quais contêm substitutos de queijo.
Os queijos análogos para pizza podem ser formulados para processamento com equipamentos de fabricação de queijo menos sofisticados do que os necessários para o queijo mozzarella, como o uso de mistura e moldagem simples. Eles tendem a ter uma textura macia e, uma vez derretidos, podem ter uma qualidade ligeiramente "fibrosa" quando puxados ou mordidos. Esses queijos podem não ter fusão, ou seja, os pedaços triturados podem não fluir juntos quando derretem. Novos sistemas estabilizadores foram desenvolvidos e ajudam a permitir a criação de queijos análogos para pizza.
Um exemplo de queijo processado para pizza é o Provel, que usa os queijos cheddar, suíço e provolone como aromatizantes. Alguns tipos análogos são feitos com caseína, um subproduto do leite, e óleo vegetal, em vez de gordura do leite. Queijos processados de imitação de mussarela à base de caseína preparados com coalho também são usados como substitutos da mussarela em pizzas congeladas.
Em alguns casos, a produção de queijo análogo para pizza pode ser semelhante à produção de cream cheese, embora a produção possa ser diferente e a homogeneização possa ser evitada. Em algumas variedades, o produto é aquecido para permanecer em uma temperatura específica e por um período de tempo específico, o que faz com que as proteínas na mistura gelatinizem. Durante esse processo, os sais na mistura servem para emulsificá-la e, assim, melhorar a capacidade de derretimento do produto final. O produto aquecido é então colocado em embalagens, como sacos em caixas, enquanto continua quente, pois fluirá quando estiver quente, mas se solidificará quando esfriar. Durante a embalagem, esses tipos de queijos para pizza são resfriados rapidamente para evitar o escurecimento do produto, que pode ocorrer por meio da reação de Maillard.

## Pesquisa e desenvolvimento

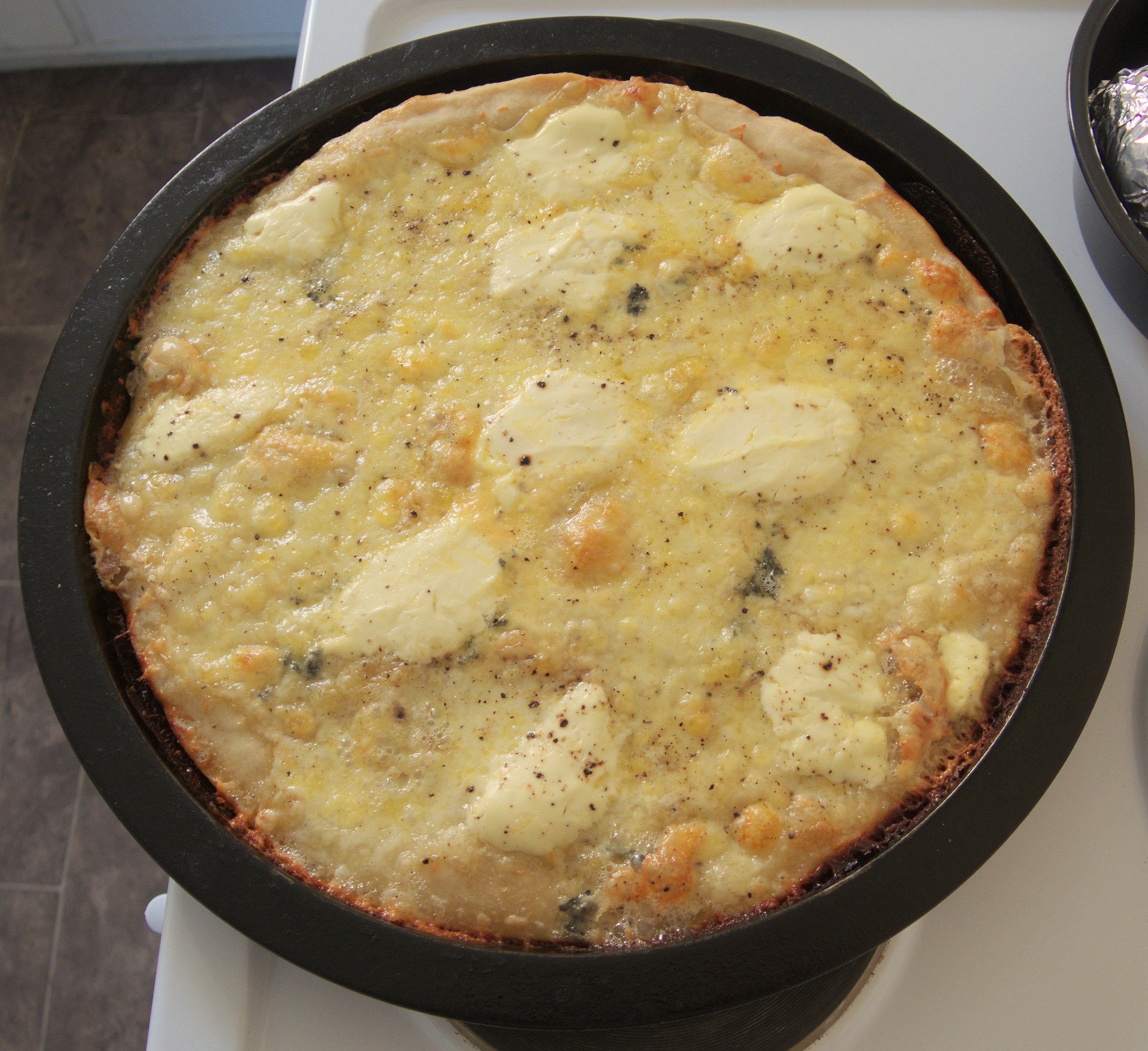
Pizza de queijo

Fabricantes e acadêmicos realizaram estudos e experimentos na tentativa de melhorar a elasticidade, as características de derretimento, o escurecimento, o teor de gordura e a retenção de água do queijo para pizza. Existem diversas patentes para variedades especializadas de queijo para pizza e para seu processamento. Um estudo realizado por Rudan e Barbano constatou que a adição de uma fina camada de óleo vegetal sobre o queijo para pizza com baixo e reduzido teor de gordura aumentou a capacidade de derretimento e reduziu o escurecimento e a desidratação quando o produto foi cozido, mas a textura permaneceu excessivamente borrachuda e dura. Um estudo realizado por Perry et al. encontrou vários métodos para aumentar o derretimento do queijo para pizza com baixo teor de gordura aumentando sua umidade, incluindo o uso de pré-acidificação, substitutos de gordura e culturas iniciadoras de exopolissacarídeos, bem como temperaturas de pasteurização mais altas.
Os fabricantes buscam um teor de umidade de 50-52% e um teor de gordura na matéria seca de 35-40%. Um estudo publicado no International Journal of Food & Science Technology descobriu que uma mistura de 12,5:87,5 de leite de ervilhaca e leite bovino melhorou as características de elasticidade e derretimento. A ervilhaca é uma leguminosa que tem sementes semelhantes às lentilhas. Um experimento publicado no International Journal of Dairy Technology sugeriu que o nível de galactose, um açúcar monossacarídeo menos doce do que a glicose e a frutose, pode ser reduzido com o uso de diferentes técnicas de cultura. Um artigo no International Journal of Food Engineering descobriu que o citrato trissódico, um aditivo alimentar usado para preservar e dar sabor aos alimentos, melhorou ligeiramente as qualidades preferidas do queijo para pizza. Uma pesquisa publicada na Dairy Industries International sugeriu que as proteínas desnaturadas do soro de leite aumentaram a retenção de umidade, mas que as melhorias foram muito sutis e não valeram a pena economicamente em relação às pequenas melhorias.
Alguns consumidores preferem queijos para pizza com menos douramento, o que pode ser obtido usando mussarela parcialmente desnatada de baixa umidade com baixo teor de galactose. Algumas variedades derivadas de variantes de mussarela desnatada foram projetadas para não exigir envelhecimento ou o uso de fermento inicial. Outras podem ser produzidas por meio da acidificação direta do leite, que pode ser usada no lugar da fermentação bacteriana.

## Produção e negócios
Nos Estados Unidos, a produção e o consumo de queijo mozzarella e queijo para pizza aumentaram constantemente em meados do século XX, e essa tendência continuou na primeira década do século XXI. Nos EUA, milhares de libras de queijo para pizza são consumidas anualmente. Em 1997, estimava-se que a produção anual do produto era de 1 milhão de toneladas (2 bilhões de libras) nos Estados Unidos e 100.000 toneladas (98.000 toneladas longas; 110.000 toneladas curtas, 220.460.000 libras) na Europa. Estima-se que 30% de todo o queijo para pizza usado nos Estados Unidos seja mozzarella. Em 2000, a demanda pelo produto estava crescendo 8% ao ano na Europa.
O queijo para pizza produzido em massa é usado pelo setor de serviços alimentícios, fast-foods, e outros setores e empresas. O maior fabricante de queijo para pizza do mundo, a Leprino Foods Company, processa 600.000 toneladas (590.000 toneladas longas; 660.000 toneladas curtas, 1.322.760.000 libras) por ano. A Leprino Foods detém patentes de alguns processos especializados de produção de mozzarella que permitem a fabricação rápida do produto. Um desses produtos é um queijo ralado congelado usado para pizza que é criado em poucas horas a partir do leite. Outras empresas americanas também produzem queijo para pizza em massa, que é enviado congelado. Em 2000, a Glanbia era a maior produtora de queijo para pizza na Europa. Algumas pizzas congeladas produzidas comercialmente e no varejo têm queijo recheado na massa da pizza.

## Uso por região
Quantidades significativas de queijo para pizza são usadas na Europa, Austrália, Nova Zelândia e Estados Unidos. A mozzarella de leite integral é popular em pizzas nas regiões leste e sudoeste dos EUA, enquanto uma pesquisa mostrou que o provolone era mais popular nas costas leste e oeste. O cheddar pode ser mais usado nas regiões leste e sul dos EUA. O queijo Provel é normalmente usado na preparação de pizza no estilo de St. Louis, EUA.